# Rząd Felixa Schwarzenberga
Rząd Felixa Schwarzenberga – rząd, rządzący Cesarstwem Austriackim od 27 listopada 1848 do 5 kwietnia 1852.
Rząd został utworzony w Kromieryżu. W kilka dni po utworzeniu rządu, 2 grudnia abdykował cesarz Ferdynand I, na rzecz swojego bratanka Franciszka Józefa I.
Premierem rządu i ministrem spraw zagranicznych był książę Felix zu Schwarzenberg. Ministrem spraw wewnętrznych w tym rządzie był Franz von Stadion (od maja 1849 Alexander von Bach), ministrem handlu Karl Bruck, ministrem oświaty Leo von Thun-Hohenstein.
Po śmierci księcia Schwarzenberga w 1852, tytułu premiera nie odnowiono, bo nominalną głową rządu został cesarz Franciszek Józef I, w imieniu którego rządził minister spraw wewnętrznych Aleksander von Bach (jego rządy nazywano erą neoabsolutyzmu).
Zasługą rządu Schwarzenberga było zorganizowanie izb przemysłowo-handlowych, budowa linii kolejowych (w tym Kolei Południowej przekraczającej Alpy), utworzenie doskonałego systemu szkolnictwa średniego (w Polsce funkcjonował do 1930).